# عمارة ويلز
العمارة في ويلز هي نظرة عامة على الهندسة المعمارية في ويلز منذ العصور الوسطى وحتى يومنا هذا، باستثناء القلاع والتحصينات والعمارة الكنسية والعمارة الصناعية. تغطي العمارة في ويلز العمارة المحلية والتجارية والإدارية. 

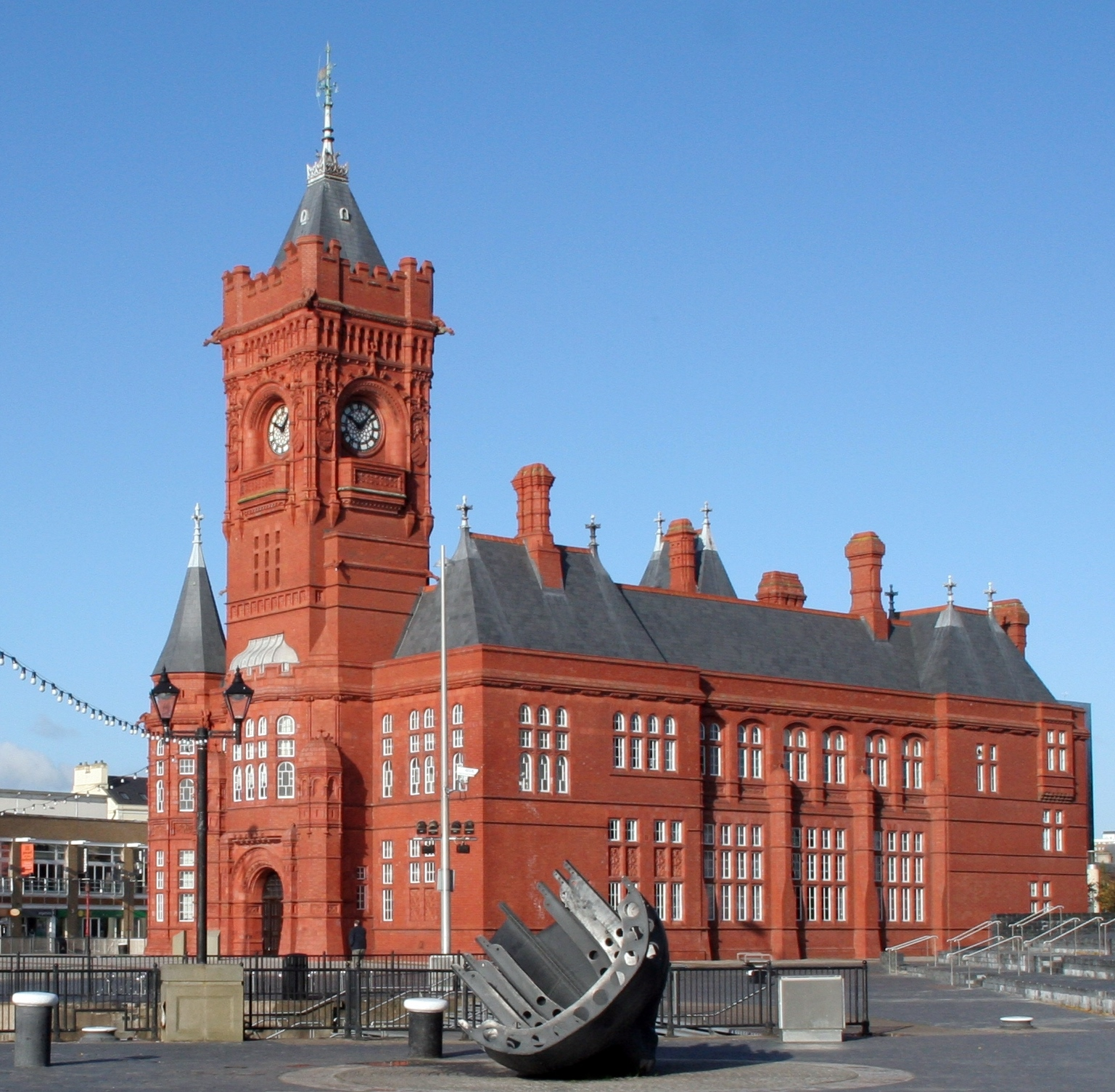
مبنى بيرهيد بكارديف.

## العمارة المبكرة
هناك القليل من الأدلة على العمارة المحلية في ويلز التي تسبق القرن الرابع عشر. من أقدم الأبنية السكنية هي منازل الأبراج الحجرية التي يعود تاريخها إلى نحو 1400، والعديد من منازل القاعة المحصنة بشكل جزئي في الطابق الأول مثل قلعة كاندلستون وإيستنغتون في روسبرثير في بيمبروكشاير. تقع معظم الأمثلة الويلزية في منطقة الحدود الساحلية الجنوبية لويلز وخاصة في بيمبروكشاير. حتى الآن لا يمكن تأريخ أي من المنازل ذات الهياكل الخشبية على أنه يعود لقبل عام بشكل مؤكد 1400، لكن الشاعر يولو غوخ من عائلة أوين غليندور من سيخارث يذكر أن المنازل ذات الهياكل الخشبية المنحنية قد بُنيت قبل هذا التاريخ. اقترح أيضًا أن الدمار الناجم عن ثورة أوين غليندور ربما تسبب في تدمير العديد من المنازل ذات الهياكل الخشبية السابقة في المسيرات الويلزية.

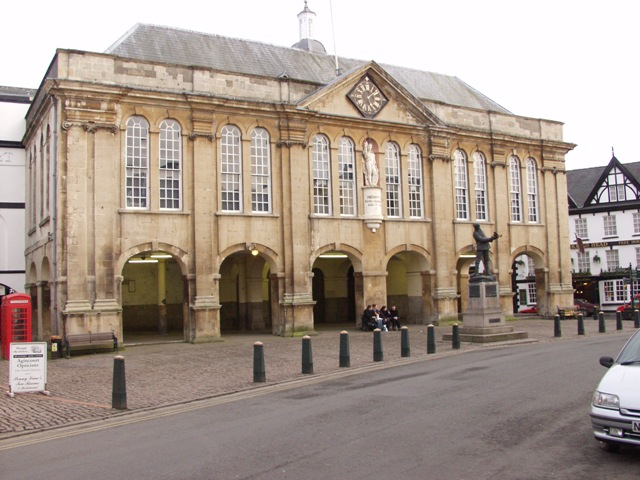
شاير هول بمونماوث.

### منازل الأبراج وقاعات الطابق الأول
ناقش كل من هيلينغ وسميث توزيع المنازل البرجية في ويلز. كانت منازل الأبراج الويلزية التي بُني معظمها بين أوائل القرنين الرابع عشر والخامس عشر، عبارة عن هياكل مستطيلة تتكون من طابقين أو أكثر وترتبط ارتباطًا وثيقًا بتلك الموجودة في إيرلندا واسكتلندا. قدم هيلينغ في عام 1976 خريطة (مع قائمة) تُظهر 17 مثالًا. أضاف ساغيت المزيد من الأمثلة ومن الممكن التعرف على أمثلة جديدة على أنها مدمجة في المباني القائمة اليوم مثل منزل سانديهافن في بيمبروكشاير. هناك مثال آخر من المرجح أن يكون برج البوابة الشرقية البارز لقلعة باويس. يبدو أن البوابة الشرقية كانت عبارة عن منزل برجي يمتلك مدخلًا عبر سرداب من الغرف المقباة ربما كان من القرن السابع عشر. أُضيف طابق إضافي للبرج بين عامي 1815- 1818 وذلك عندما أعاد السير روبرت سميرك بناء القلعة وأضاف الأسوار ذات الفتحات من العمارة القوطية الحديثة. توجد أيضًا قلعة واتلسبيرغ على الحدود الويلزية على مقربة من ويلشبول. بُنيت العديد من منازل الأبراج الإنجليزية مثل قلعة تاتيرشال أو قصر باكدن من الطوب في وقت لاحق وكانت أكبر من الأمثلة الويلزية.
بصرف النظر عن المنازل البرجية، هناك عدد من مباني القاعة في الطابق الأول المبنية من الحجارة، إذ تُركب القاعة فوق غرفة مقباة. من الأمثلة على هذا مبنى برلمان أوين غلندور في ماكينليث. عُثر على معظم الأمثلة في جنوب ويلز مع مجموعة من المباني في بيمبروكشاير. رسم بيتر سميث مخططات لتوزيع الأبراج والمنازل الأخرى التي تحوي على سقوف مقباة في ويلز ووضعها ضمن قائمة.
تقع أيضًا هذه المنازل وتخدم كمنازل تجارية مبكرة في هافرفوردويست وبيمبروك وتينبي. يمكن الوصول إلى القاعة من خلال درج خارجي، مثلما هو الحال في بينتر إيفان بارن في نيفيرن في بيمبروكشاير. هناك مثال آخر هو إيستنغتون في روسفورثير، بيمبروكشاير سُمي بمنزل البرج، لكنه كان بشكل أدق بيت قاعة في الطابق الأول، مع درج خارجي وزينة الشرفة وبرج جانبي. تنتمي إيستنغتون إلى عائلة بيروت في القرن الخامس عشر. هناك مجمع آخر من المنازل الحجرية يعود للعصور الوسطى في إيست أورشارد، سانت أثان في غلامورغان. التي تنتمي إلى عائلة دي بيركيرول في القرن الرابع عشر. تضم مجموعة المباني منزل قاعة الطابق الأول مع مدخنة خارجية ويحتوي أيضًا على كتلة مطبخ منفصلة.

### المباني الحجرية المبكرة والانتقال من القلاع

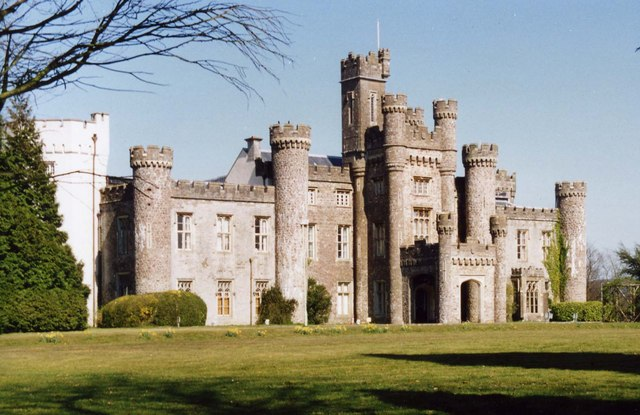
قلعة هنسول.

تحولت بعض قلاع ويلز إلى منازل كبيرة بدءًا من الجزء الأخير من القرن الخامس عشر. بقيت بعض من هذه المباني تُستخدم كمنازل مثل قلعة شيرك وقلعة باويس، ولكن البعض الآخر مثل قلعة راغلان في مونماوثشاير وقلعة كارو في بيمبركشاير تحولت إلى آثار يمكنها تقديم فكرة عن عظمتها. أجرى السير ريس آب توماس في كارو منذ نحو 1480 عمليات إعادة تصميم كبيرة بما فيها إعادة التهيئة بالكامل من خلال استخدام نوافذ مستقيمة الرأس. تابع ذلك السير جون بيروت بعد عام 1558، واستبدل السلسلة الشمالية بواجهة رائعة مع معرض طويل في الطابق الثاني مستخدمًا أسلوب روبرت سميثسون.
كانت قلعة راغلان مكانًا أكثر إثارة للإعجاب وذات نطاق أكثر فخامة. أقدم مبنى هو عبارة عن برج مسدس كبير محاط بخندق. ربما بناه السير ويليام آب توماس قبل عام 1445. كان من الممكن لهذا المبنى أن يؤدي وظيفة منزل برجي محمي بشكل كبير. أعقب ذلك في الفترة بين عامي 1461- 1469 توسيع السير ويليام هربرت للقلعة مع وضع بوابة في الشمال الشرقي وسلسلة من الشقق الحكومية المزينة والفاخرة.
بُنيت المزيد من سلاسل الشقق حول الساحة الجنوبية الغربية. يمكن الوصول لمجموعتين من الشقق من خلال درج رئيسي مبني بطريقة مثيرة للإعجاب. جرى توسيع هذه المباني من قبل ويليام سومرست وإيرل الثالث من ووستر في الفترة بين عام 1549 وحتى عام 1559، خاصة تلك التي حول الساحة ذات بلاطات الحجر المائلة وأيضًا مع معرض طويل مواقد عصر النهضة المزينة بشكل متقن. إن إهمال القلعة في الحرب الأهلية الإنجليزية وما تلاها من هدم جزئي لها، جعل من الصعب اعتبار راغلان واحدة من المباني المحلية الرئيسية في ويلز.
هناك منزل آخر مبكر يتصل بأسرة هربرت هو بلاط تريتاور في بريكونشاير. منح ويليام هربرت شقيقه روجر فوغان هذا المنزل، وكان من المقرر بناؤه حول فناء واستمر بالإضافة إليه حتى القرن السابع عشر. في الآونة الأخيرة جرى تأريخ السقف المعدني للقاعة الكبرى بالاستعانة بعلم تحديد أعمال الأشجار ووُجد أنه يعود إلى 1455 م.

### منازل مرتبطة بأوين غليندور وإدوارد الأول
هناك عدد من المنازل في شمال ويلز ترتبط تقليديًا بأوين غليندور، وهناك أيضًا مبنى برلمان إدوارد الأول في روثين. قد لا تكون بالتأكيد مرتبطة بهذه الشخصيات التاريخية، لكنها تُعد مهمة كدليل على المباني الحجرية المبكرة في ويلز. أشهرها مبنى برلمان غليندور في ماتشينليث. تغير هذا المبنى بشكل كبير في الآونة الأخيرة، ولكن ولحسن الحظ نشر إدوارد بوغ طبعة حجرية ملونة للمبنى في عام 1816. لا يرجع التأريخ المرتبط بعلم تحديد أعمار الأشجار الحديث لقطع الخشب في السقف إلى عام 1470، وهذا لا يعني بالضرورة أن الهيكل الحجري للمبنى غير مرتبط بغليندور. المبنى الأصلي هو عبارة عن مبنى مكون من أربع وحدات هي عبارة عن غرفة خارجية ذات طابقين مكونة من خليتين وممر مفتوح (خليتان بين دعامات التقسيم) وقاعة مفتوحة (ثلاثة خلايا مع الجزء النهائي من المنصة) وغرفة داخلية ذات طوابق من خليتين. جرى تحسين أعمال النجارة إذ شُذبت المدادات والكورنيشات بين الدعامات. تأخذ العوارض الرئيسية لكل دعامة شكل («بارز») لاستقبال الأعناق. تُشكل المدادات في القاعة من مستويين من دعامات الرياح (المستبدلة) بينما تُشكل الدعامات على هيئة قدم. توضع الدعامة النهائية العليا إلى الأمام من المنصة لتشكل مظلة بسيطة.